# Chery E3
Chery E3/Chery Arrizo 3 — выпускавшийся в 2013—2020 годах автомобиль китайской компании Chery.
На российском рынке модель продавалась как Chery Bonus 3, в 2014—2015 годах собиралась на заводе «Дервейс».

## История
На домашний рынок Китая модель как Chery E3 поступила в сентябре 2013 года по цене от 56 800 до 69 800 юаней, в ноябре 2014 года версия с другим оформлением и более «дорогой» комплектацией стала выпускаться в линейке Arrizo как модель Chery Arrizo 3 по цене от 60 000 до 80 000 юаней, при этом базовая модель Chery E3 стала продаваться под брендом Cowin.
В 2015 году модель Chery E3 получила незначительный фейслифт, в 2017 году снова прошла фейслифт.
Выпуск Chery Arrizo 3 прекращён в 2020 году, выпуск Chery Cowin E3 прекращён в 2021 году.

## Технические характеристики
Передняя подвеска — типа Макферсон, а задняя — торсионные балки.
Двигатель — бензиновый Acteco SQRD4G15 объемом 1.5 литра мощностью 109 л. с.
Коробка передач — только 5-ступенчатая «механика». Для версии Chery Arrizo 3 был также доступен «робот».

## Галерея

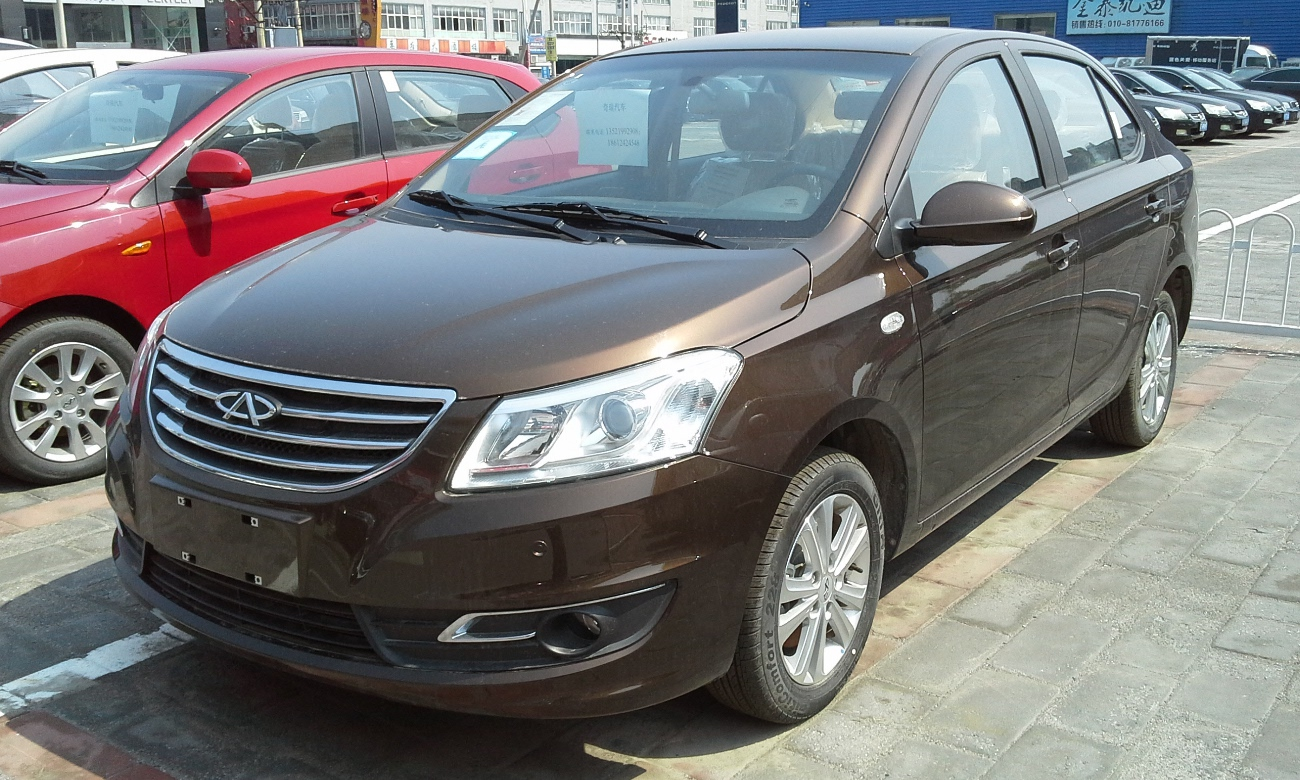
2011-2014, до фейслифта
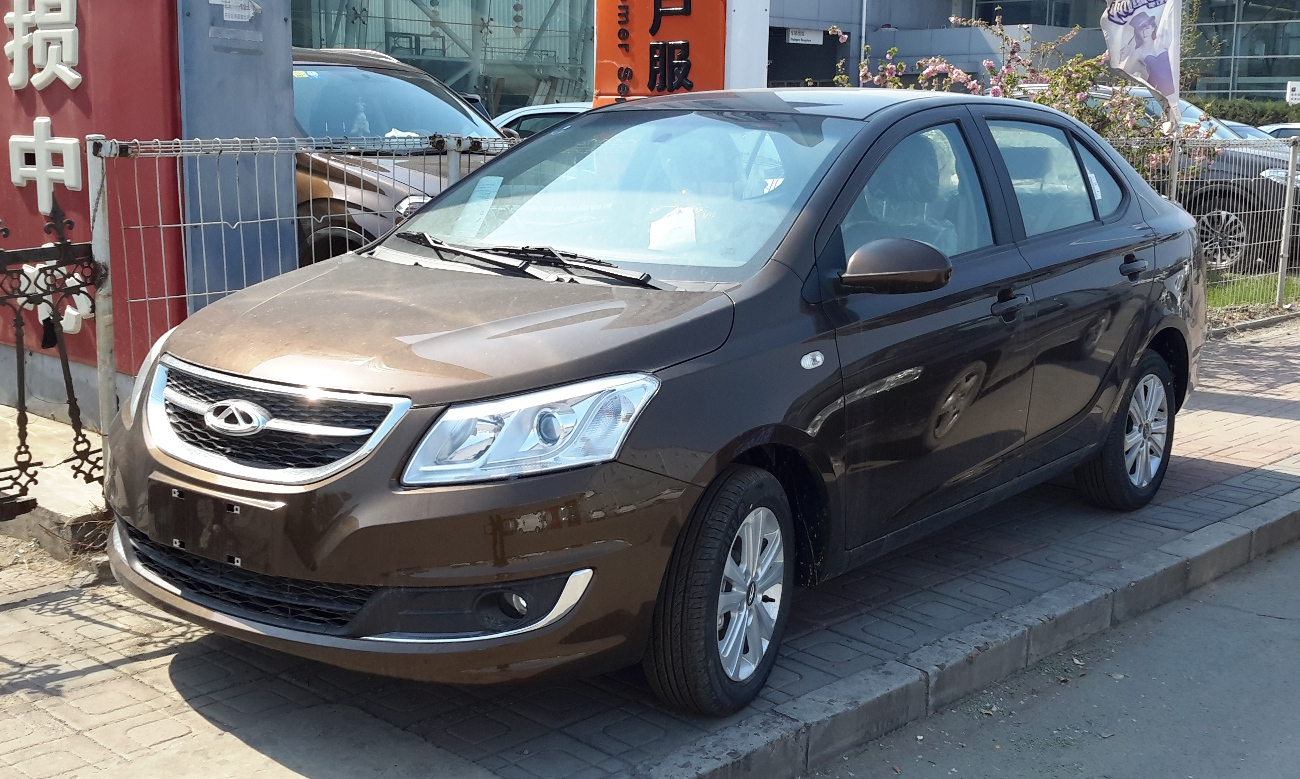
после фейслифта 2015 года

Сравнение Chery E3 и Chery Arrizo 3

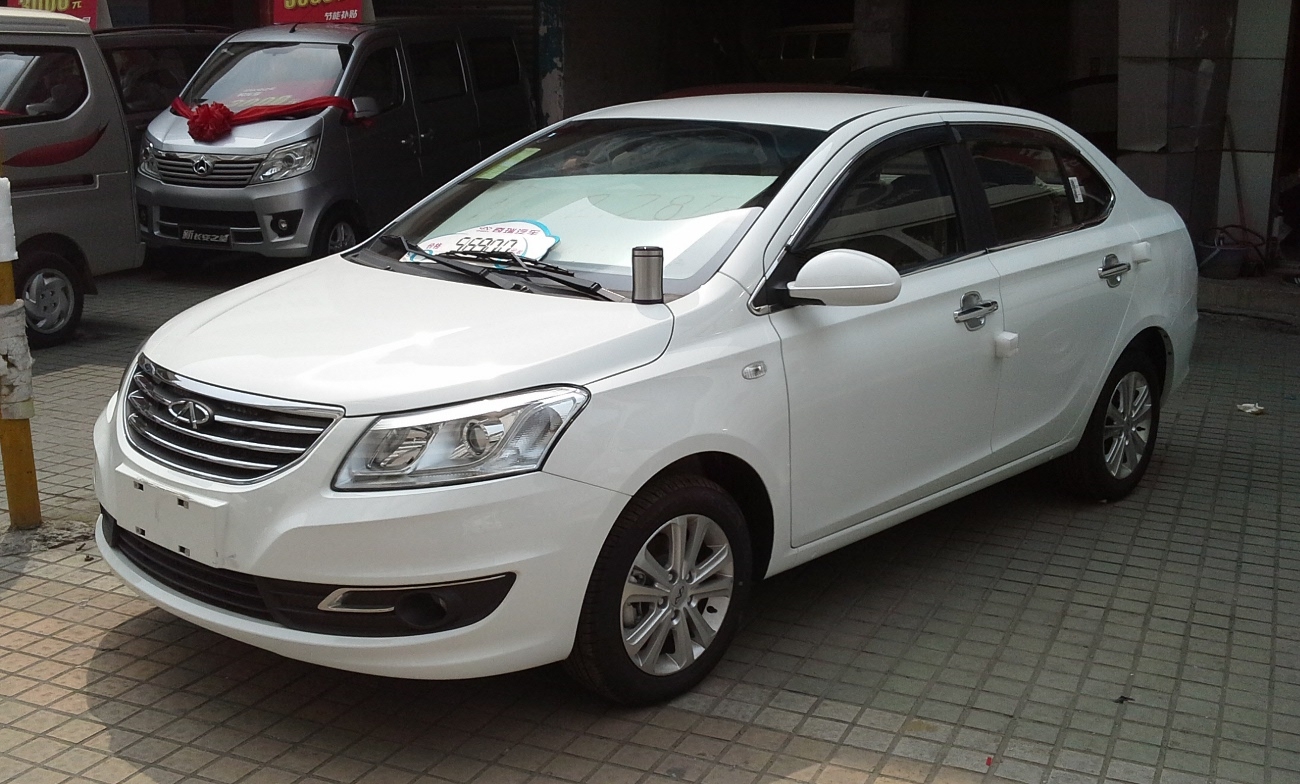
Chery E3
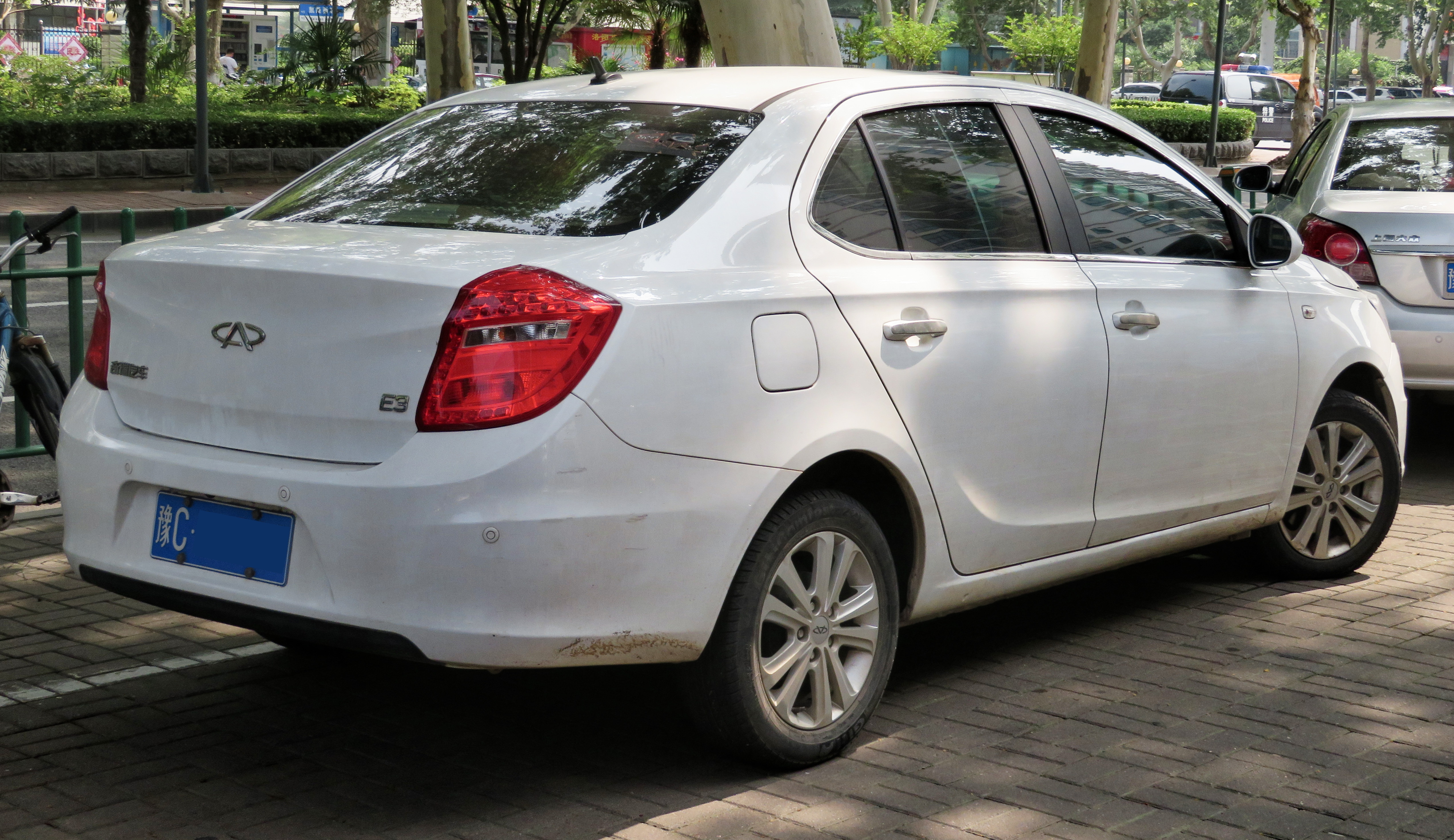
Chery E3

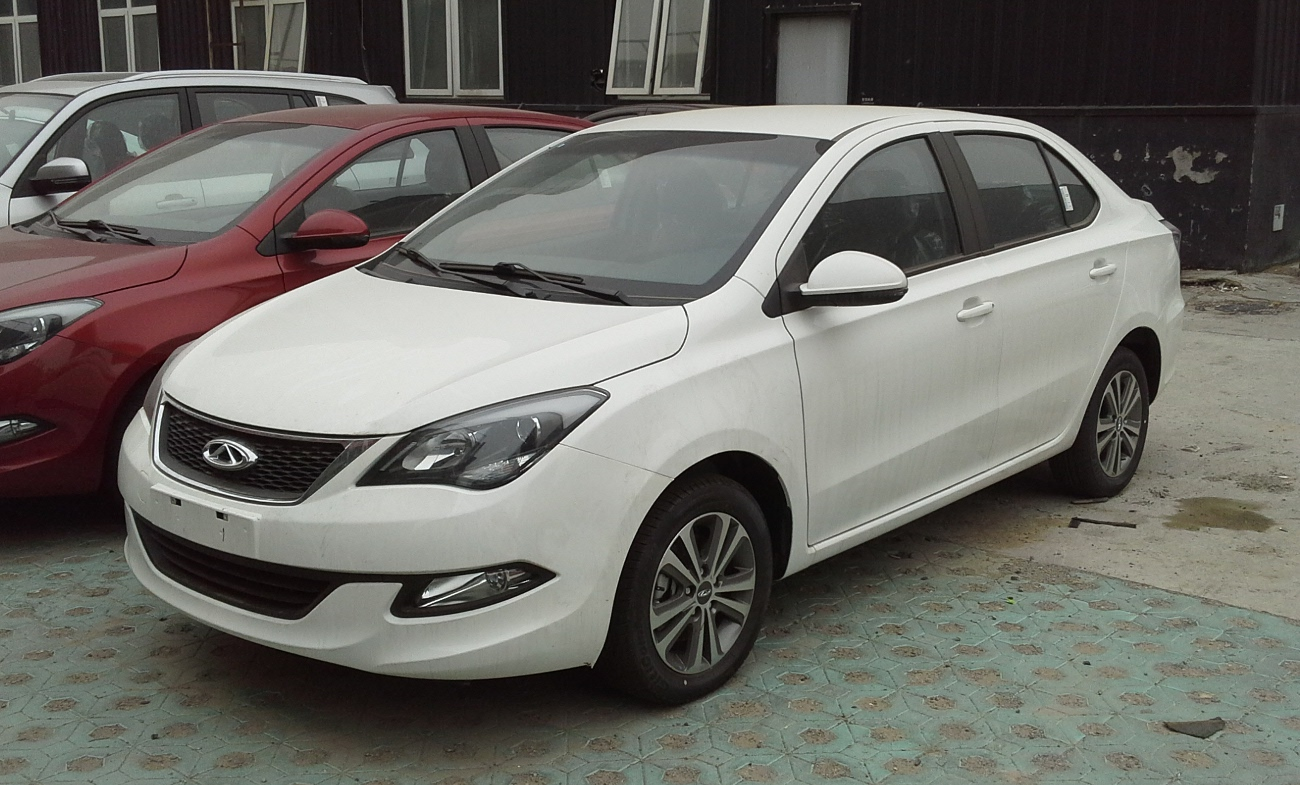
Chery Arrizo 3
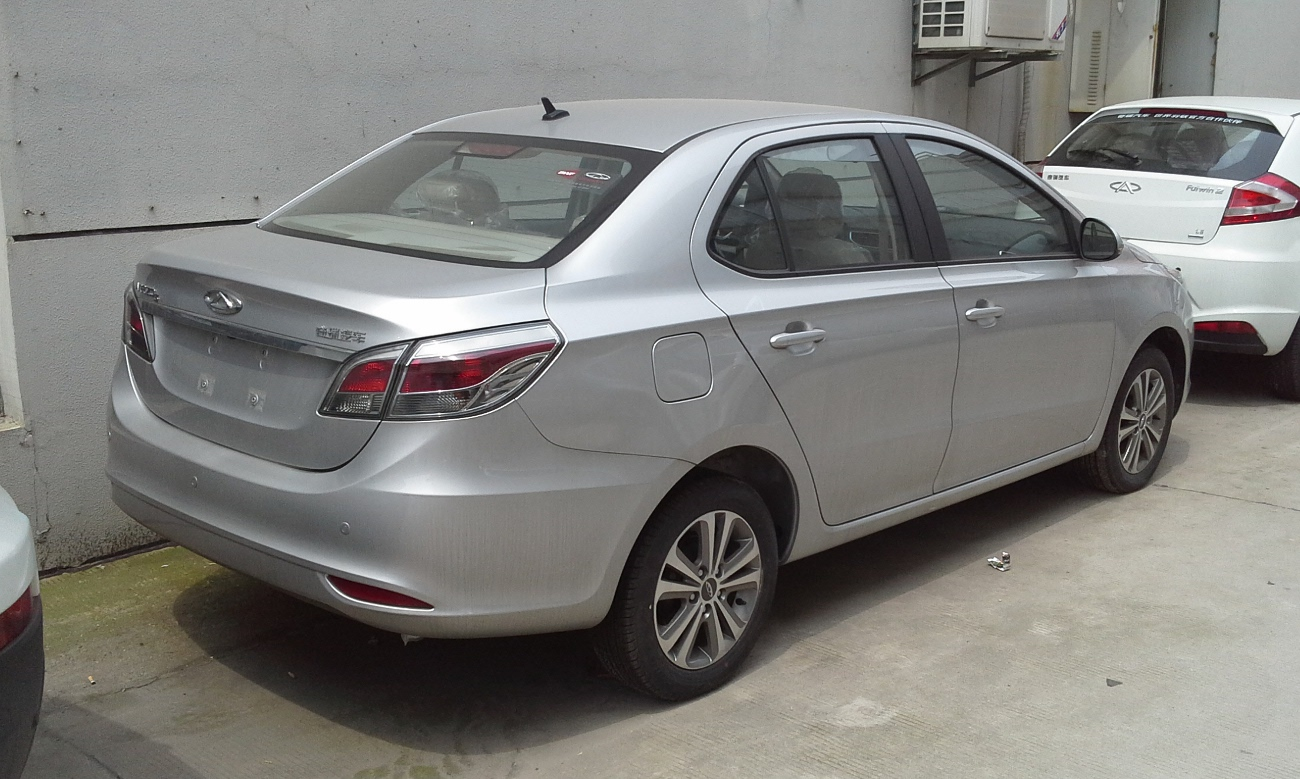
Chery Arrizo 3

| Год  | Объём продаж |
| ---- | ------------ |
| 2013 | 29 134       |
| 2014 | 55 790       |
| 2015 | 37 745       |
| 2016 | 16 230       |
| 2017 | 11 267       |
| 2018 | 11 076       |
| 2019 | 12 264       |
| 2020 | 5 177        |
| 2021 | 2 923        |

## В России
Официальная премьера как Chery Bonus 3 состоялась на Московском автосалоне в августе 2014 года. В июле 2014 года поступила в продажу в России по ценам от 420 000 до 510 000 рублей. Сначала поставлялись автомобили, собранные в Китае, а в октябре 2014 года была начата крупноузловая сборка на заводе «Дервейс». Продажи были незначительны — за три года лишь около 1700 единиц. В 2016 году продажи были прекращены, как и всех моделей компании, в связи со сменой политики Chery в России и выводе в следующем году линии кроссоверов Tiggo.

## Оценки
Американский портал «CarNewsChina.com» в 2013 году писал, что «вероятно, это самая красивая „Chery“ из когда-либо созданных до этого»
Журнал «Авторевю» также писал, что дизайн модели выглядит современно, отмечал чёткое переключение скоростей коробкой передач и к удивлению хорошую подвеску — и на грунтовках и на скорости на асфальте, при этом для китайского автомобиля с их тогда сложившейся репутацией, машина была неплохо собрана «И — о чудо! — не благоухает фенольными ароматами».
Российские журналы «За рулём», «5 Колесо» и сайт «Автовзгляд» оценивали её как неплохую модель, способную конкурировать не только с китайскими одноклассниками, или составить по цене альтернативу Лада Гранта в «топовой» комплектации, но даже как не уступающую альтернативу более дорогой Nissan Almera.
Скромные продажи на российском рынке объяснялись высокой начальной ценой (от 420 000 руб.) по сравнению с моделями Renault Logan (от 355 000 руб.) и тем более Лада Гранта (от 289 000 руб.), хотя и уступающих в «базовой» комплектации отсутствием кондиционера и электропакета, но помимо существенно дешёвым ещё и проверенным временем.
Кроме того сыграла роль сложившаяся плохая репутации ранее присутствовавших на рынке России моделей компании — ставшей нарицательной для некачественного китайского автопрома Chery Amulet и собираемой на Украине модели Chery Bonus, с которой путали эту модель E3 собираемую в России под названием Chery Bonus 3, хотя это была существенно лучшая по качеству машина.